# 不如重新開始
《不如重新開始》是香港歌手林憶蓮第十四張錄音室專輯和第十二張粵語錄音室專輯，於1993年4月29日發行。
源於此之前兩張專輯的銷量數字壓力，此專輯並無任何概念或主題，全面回歸商業化路線以迎合樂迷需要，結果成績回勇，更於年終頒獎禮奪得IFPI大碟獎，專輯內多首主打單曲如〈不如重新開始〉、〈天大地大〉等亦雄踞多個流行榜的冠軍位置。此專輯也是林憶蓮與音樂伙伴許願的最後一次合作。
此專輯在台灣由滾石唱片發行，是林憶蓮首張由滾石發行的專輯，亦是她與李宗盛合作的首張錄音室專輯。而滾石唱片於同年7月在香港成立分公司，正式進軍香港市場。
此专辑在香港IFPI销量榜拿下1周冠军，一共进榜7周。

## 曲目
| 曲序     | 曲目                       |          | 作曲                             | 编曲                | 製作人             | 备注                           | 时长  |
| -------- | -------------------------- | -------- | -------------------------------- | ------------------- | ------------------ | ------------------------------ | ----- |
| 1.       | 不如重新開始               | 林夕     | 許願                             | 趙增熹              | 許願 趙增熹        | 無綫電視劇《精武五虎》主題曲   | 4:18  |
| 2.       | 天大地大                   | 林夕     | L.A. Reid Babyface Daryl Simmons | 陳明道              | 許願 趙增熹        |                                | 4:09  |
| 3.       | 紅顏未老                   | 周耀輝   | Dick Lee                         | 趙增熹              | 許願 趙增熹        | 無綫電視劇《精武五虎》插曲     | 4:50  |
| 4.       | 當我眼前只有你             | 林夕     | 許願 胡偉立                      | 趙增熹              | 許願 趙增熹 黃偉年 | 電影《少年黃飛鴻》粵語版主題曲 | 4:05  |
| 5.       | 始終一天（'93翻天覆地版）  | 林振強   | George Michael                   | 陳澤忠              | 許願 趙增熹        |                                | 5:29  |
| 6.       | 震撼（Featuring 風火海）   | 林振強   | 中西圭三                         | 黃偉年              | 許願 趙增熹        |                                | 3:55  |
| 7.       | 寂寞派對（音樂）           |          | 李宗盛                           | Joshua Wan          | 許願 趙增熹        |                                | 2:31  |
| 8.       | 假如讓你吻下去             | 林振強   | 李宗盛                           | Jenny Chin Mac Chew | 許願 李宗盛 林憶蓮 | 國語版為〈不必在乎我是誰〉     | 4:26  |
| 9.       | 戀愛在不遠處等我           | 周禮茂   | 浦田博信                         | 浦田博信            | 許願 趙增熹        |                                | 5:06  |
| 10.      | 當愛已成往事（李宗盛合唱） | 李宗盛   | 李宗盛                           | Jenny Chin Mac Chew | 李宗盛             | 電影《霸王別姬》主题曲         | 4:39  |
| 11.      | 風中的歌                   | 潘源良   | Dick Lee 許願                    | 杜自持              | 許願 趙增熹        |                                | 4:14  |
| 总时长： | 总时长：                   | 总时长： | 总时长：                         | 总时长：            | 总时长：           | 总时长：                       | 47:41 |

備註：
- 〈天大地大〉改編自Damian Dame主唱的〈Gotta Learn My Rhythm〉。
- 〈紅顏未老〉改編自Dick Lee主唱的〈Thanksgiving〉。
- 〈始終一天（'93翻天覆地版）〉是改编自Pepsi & Shirlie主唱的〈Someday〉。
- 〈震撼〉是改編自Zoo主唱的〈Gorgeous〉，國語版〈相愛時候到了〉由姚謙作詞，首次收錄是於1999年精選輯《擁有憶蓮》。

## 派台歌曲
- 不如重新開始
- 天大地大
- 當愛已成往事
- 假如讓你吻下去
- 震撼
- 戀愛在不遠處等我

## 發行版本
- 香港版 CD
- 香港版盒帶
- 新加坡版 CD
- 新加坡版盒帶
- 台灣版 CD
- 台灣版盒帶
- 香港版 Digitally Mastered CD
- 日本版 CD

## 音樂錄影帶
- 不如重新開始
- 天大地大
- 震撼
- 假如讓你吻下去
- 當愛已成往事 MV （页面存档备份，存于）

## 香港IFPI銷量成績
❶1993.05.06 3 林憶蓮 不如重新開始
❷1993.05.13 2 林憶蓮 不如重新開始
❸1993.05.20 1 林憶蓮 不如重新開始
1993.05.27 OUT
❹1993.06.03 7 林憶蓮 不如重新開始
❺1993.06.10 7 林憶蓮 不如重新開始
❻1993.06.17 5 林憶蓮 不如重新開始
1993.06.24 OUT
1993.07.01 OUT
1993.07.08 OUT
❼1993.07.15 10 林憶蓮 不如重新開始